# Naturschutzgebiet Alte Körne
Das Naturschutzgebiet Alte Körne liegt im Dortmunder Nordosten im Ortsteil Kurl des Stadtbezirks Scharnhorst. Es umfasst 125,7 Hektar. Das Naturschutzgebiet „Alte Körne“ wurde am 30. November 1990 durch den Landschaftsplan Dortmund-Nord und auch in der ersten Änderung zum Landschaftsplan Dortmund-Nord am 2. September 2005 festgesetzt. Seinen Namen verdankt des Naturschutzgebiets dem Bach Alte Körne, der in den Körnebach mündet.

## Beschreibung

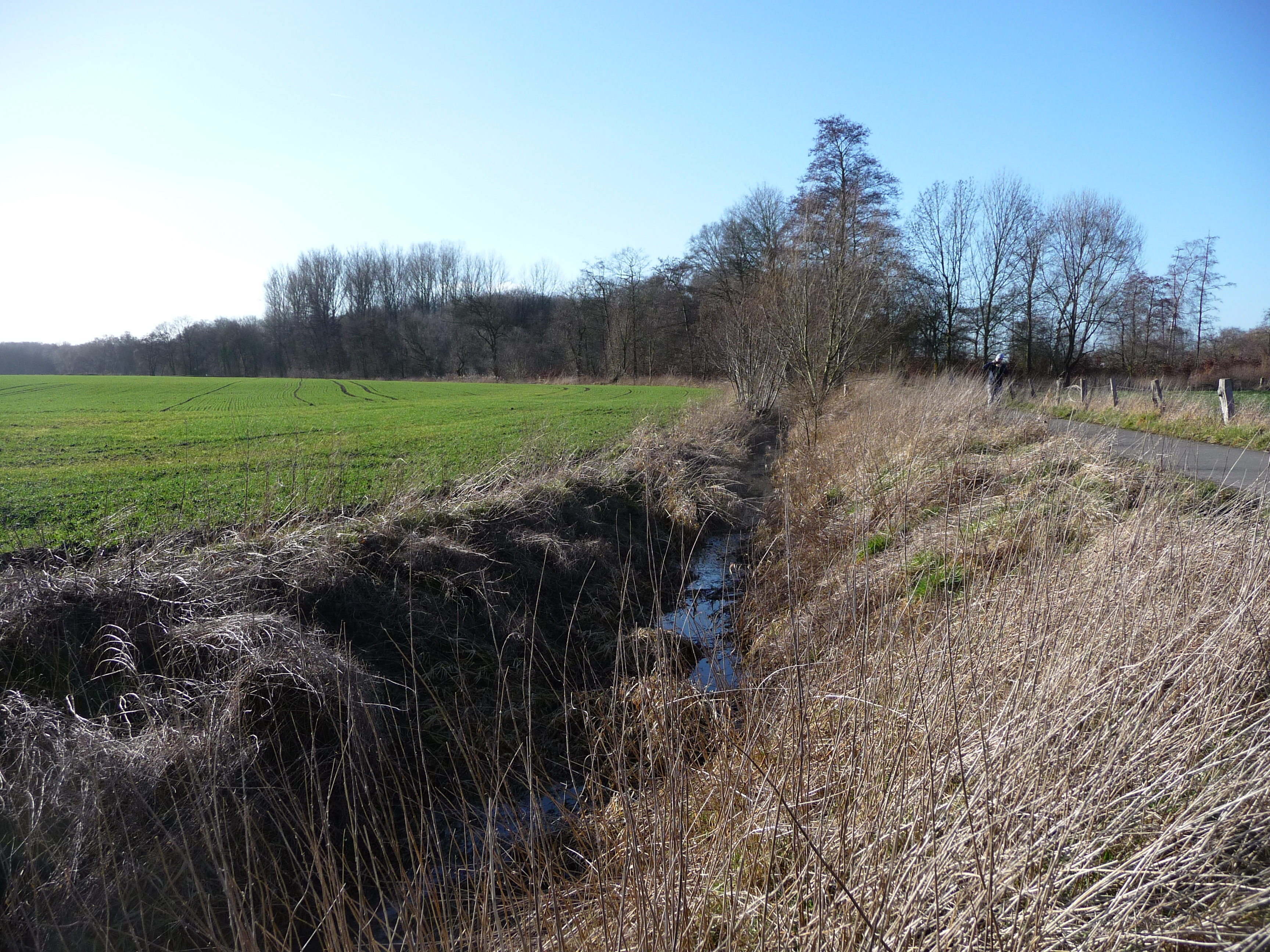
Alte Körne im Naturschutzgebiet Alte Körne bei Kurl

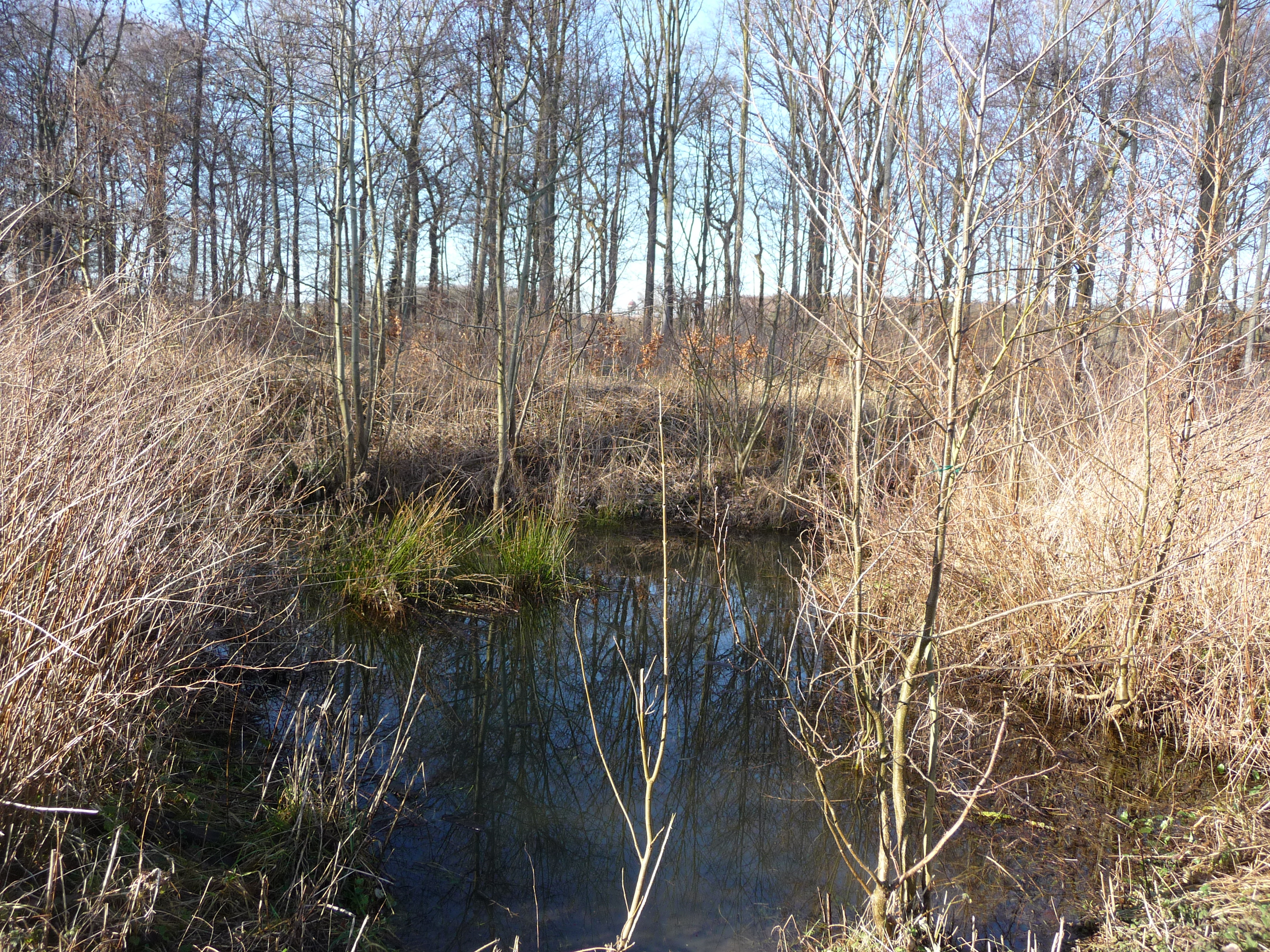
Augewässer der Alten Körne, im Hintergrund das Lanstroper Ei

Das Naturschutzgebiet erstreckt sich nördlich der Eisenbahnstrecke der Cöln-Mindener Eisenbahn, in der Nähe des Bahnhofes Dortmund-Scharnhorst. Im Norden grenzt die Großsiedlung Scharnhorst an das Gebiet, im Osten das Naturschutzgebiet Kurler Busch. Bereits 1926 wurde der Körnebach zu einem Abwasserlauf ausgebaut, um das Abwasser des Bergbaus und der umgebenden Siedlungen abzuführen. Erst nach umfangreichen Renaturierungsmaßnahmen ist der Körnebach seit 2006 wieder ein Reinwasserlauf. Durch den Ausbau des Körnebachs trocknete die Alte Körne zunehmend aus. Zusätzlich entstand in der Körneaue durch Bergsenkungen eine künstliche Wasserscheide, die dazu führte, dass das Oberflächenwasser ab der Südostecke der Siedlung Scharnhorst in westlicher Richtung in ein Pumpwerk fließt und nur noch in östlicher Richtung das Bett der Alten Körne nutzt und durch deren Auenwald, bewachsen zum Teil mit einem feuchten Erlenmischwald, bis zum Körnebach fließt.
Bergsenkungen ließen im Auenwald Tümpel und Teiche entstehen. Diese stehenden Gewässer prägen zusammen mit dem fließenden Gewässer der Alten Körne das Naturschutzgebiet. In den Uferbereichen wachsen Seggen- und Hochstaudenröhrichte. Umgeben sind diese Auenwälder von Acker- und Grünlandflächen, die teilweise intensiv genutzt werden, teilweise jedoch auch brach liegen, aber durchzogen sind von Gehölzstreifen und Feldgehölzen. Dazu kommen im nördlichen und im südlichen Bereich altholzreiche Laubwälder, bestanden mit Eichen, Hainbuchen und teilweise auch Rotbuchen, die in Flattergräser übergehen. Auch größere Pappelbestände finden sich hier.

## Schutzziele
Das Naturschutzgebiet ist eng verzahnt mit den in der Nähe liegenden Naturschutzgebieten Buschei, Lanstroper See und Kurler Busch. Ziele für das Gebiet sind der Erhalt und die Entwicklung naturnaher, alt- und totholzreicher Laubmischwälder, verzahnt mit extensiv genutztem Grünland und Freiflächen sowie Brachflächen.